# Cynamonka (wypiek)

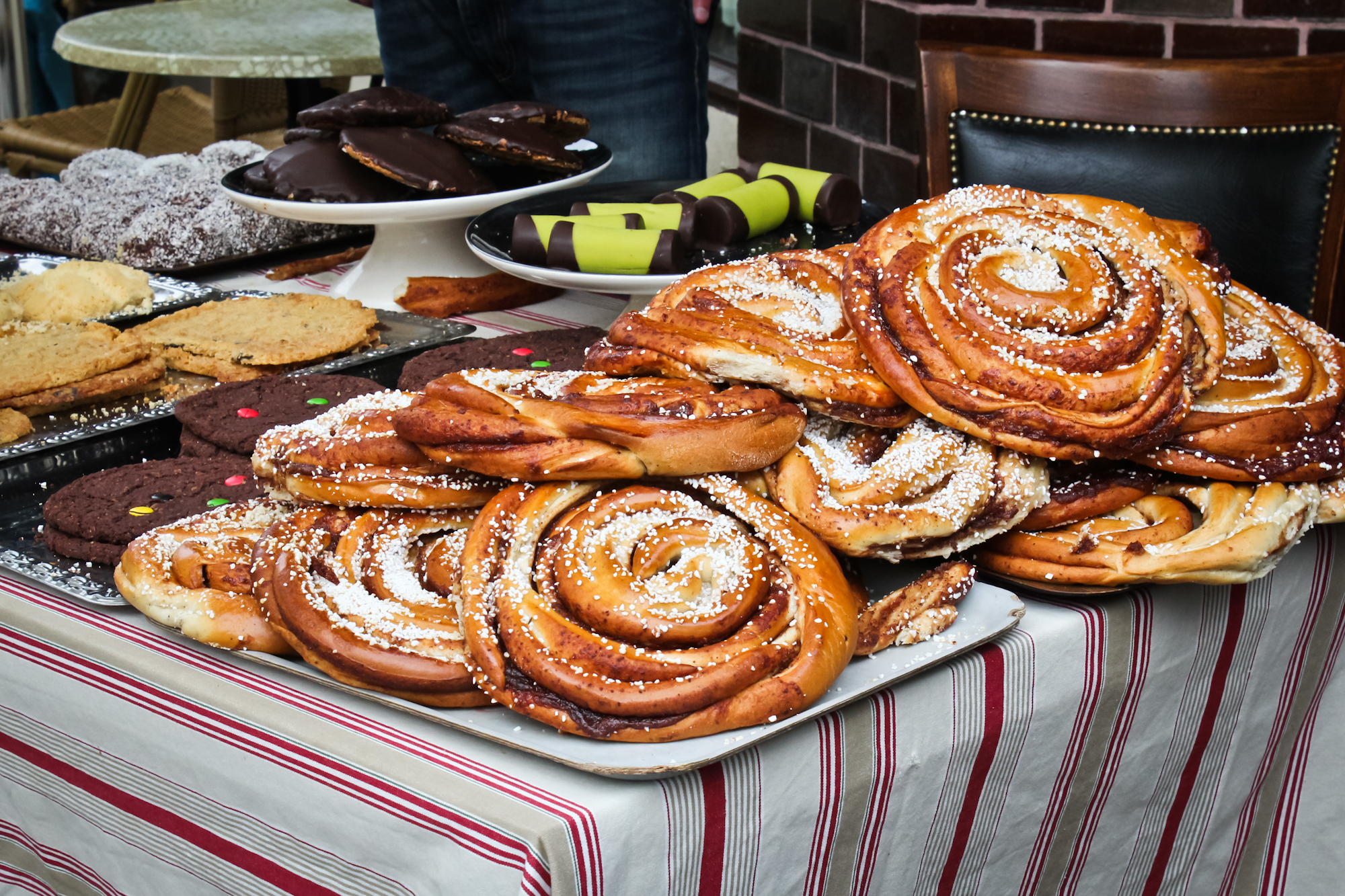
Kannelbullar (szwedzkie cynamonki)

Cynamonka (szw. Kanelbulle, ang. cinnamon roll) – skandynawski wypiek, który prawdopodobnie został opracowany w latach 20. XX w., kiedy to, po zakończeniu I wojny światowej zwiększyła się dostępność składników. Rozpowszechnił się w Szwecji w latach 50.
Do zrobienia ciasta są potrzebne następujące składniki: mąka, mleko, drożdże, cukier i masło/margarynę. Ważnymi przyprawami w cieście są kardamon, sól, drobny cukier oraz zmielony cynamon. Ciasto drożdżowe należy toczyć i równomiernie napełnić nadzieniem, składającym się zazwyczaj z masła/margaryny, cukru pudru i mielonego cynamonu. Bułeczki pokrywa się cienką warstwą ubitego jajka i drobnego cukru, można też posypać rozdrobnionymi migdałami. Po ostatecznym wyrobieniu kształtu, bułeczki pieczone są w piekarniku.
Cynamonka została przedstawiona w formie szwedzkiej specjalności w UE w projekcie Cafe Europa w 2006 roku.

## Kultura
W Finlandii i Szwecji wypiek jest jedzony tradycyjnie podczas picia kawy (fika). W krajach tych, od 1999 roku, 4 października obchodzony jest narodowy dzień bułki cynamonowej – w Szwecji Kanelbullens dag, w Finlandii Korvapuustipäivä.
W Stanach Zjednoczonych wypiek jest jedzony jako słodko-słony deser lub przekąska.